# 头塘镇
头塘镇，是中华人民共和国广西壮族自治区百色市田阳区下辖的一个乡镇级行政单位。

## 行政区划
头塘镇下辖以下地区：
百里村、百坡村、百沙村、二塘村、联坡村、四联村、头塘村和新山村。